# Sociedade União Internacional Protetora dos Animais
A Sociedade União Internacional Protetora dos Animais (SUIPA), foi fundada em 27 de abril de 1943. É uma entidade sem fins lucrativos que visa a proteção dos direitos dos animais, e apesar de ser particular, tem utilidade pública. Localizada no Rio de Janeiro, no bairro de Benfica (Av. Dom Hélder Câmara, 1801), é a segunda instituição de proteção animal mais antiga do Brasil, com reconhecimento nacional e internacional. A SUIPA presta serviço à população com atendimento veterinário ambulatório e de emergência com preços populares, além de acolher diariamente animais perdidos ou abandonados por seus donos. O recurso arrecadado no atendimento veterinário, é direcionado para cobrir despesas da entidade. Atualmente, a instituição conta com 150 funcionários e abriga cerca de 5 mil animais.
A princípio, a SUIPA chamava-se Sociedade União Infantil Protetora dos Animais, visto que os protetores que formavam a Sociedade, recebiam ajuda de seus filhos no tratamento de cães doentes recolhidos das ruas. Os animais eram atendidos em um pequeno barracão localizado, naquela época, em uma região rural, desprovida de qualquer recurso. No final dos anos 50, as crianças interromperam a colaboração no atendimento aos cães recolhidos das ruas, e os novos diretores registraram a SUIPA como Sociedade União Internacional Protetora dos Animais. Neste período, Carlos Drummond de Andrade, Nise da Silveira, Roberto Marinho, Paschoal Carlos Magno, Rachel de Queiroz e outras figuras importante e protetores dos animais, associaram-se a SUIPA.
Os protetores participavam de assembleias e reivindicavam a efetuação do Decreto-Lei n.º 24.645, de 10 de Julho de 1934, acerca de medidas de proteção aos animais, assinado pelo Presidente Getúlio Vargas. Com o passar o tempo, os membros da SUIPA tornaram-se cada vez mais presente: cães capturados pela Prefeitura foram libertos de carrocinhas, dado que estavam destinados a morte; tartarugas foram desocupadas de restaurantes; reivindicaram a favor de um santuário para baleias; aves silvestres foram retiradas de locais inapropriados; cavalos maltratados foram libertos da agressão de criadores; foram escritas cartas para governantes brasileiros e estrangeiros a favor da defesa dos animais, entre outras ações realizadas pelos protetores.
Em abril de 2015 a ONG completou 72 anos de existência, e por meio de um documento foi-lhe concedido o título de Utilidade Pública que foi retirado em 1995 por Itamar Franco, que alegava que o serviço era apenas para animais e não para as pessoas. Sendo assim, a isenção de impostos estaria suspensa para a SUIPA. A retomada deste título torna-se importante, pois recebe apoio do Governo, o abrigo dos animais e seus cuidados. Após ganhar o documento novamente, a instituição agora é reconhecida pelo governo como parceira e pode receber doações federais como a dedução de 2% do imposto de renda destinado à entidade. Porém, as dificuldades financeiras que a a SUIPA encara desde 1995 por conta da perda do título entre outros fatores, põe a entidade em risco de ter que fechar as portas. O trabalho da SUIPA é reconhecido por famosos. Em 2013, Giovanna Ewbank, Yasmin Brunet, Sabrina Sato e Dany Bananinha entre outros, foram as redes sociais para protestar contra o fechamento da instituição e pediram que a Presidente Dilma perdoasse a dívida milionária da entidade.